# Feldbrandziegelei

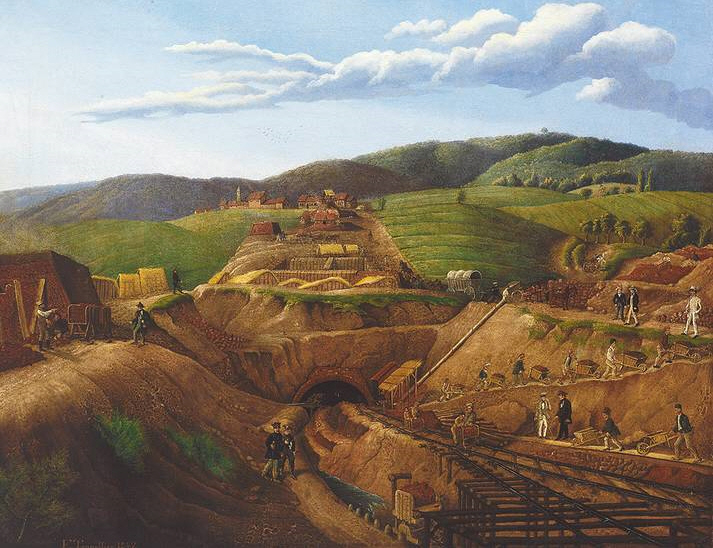
Feldbrandziegelei von 1847

Eine Feldbrandziegelei war ein vorindustrieller Betrieb zur Ziegelherstellung, wie er bis über die Mitte des 19. Jahrhunderts hinaus üblich war. Die Feldbrandöfen bestanden so lange, bis das im Abbau befindliche Feld ausgebeutet war. Aus dieser Situation erklärt sich die mangelhafte Datenbasis über diesen Ziegeleityp.

## Verfahren
Die Ziegelei war in der Regel ein saisonaler Nebenerwerbsbetrieb der Landwirtschaft. Wie schon das Wort Feldbrandziegelei aussagt, erfolgte der Brand der Ziegel, auf einem Feld, auf dem der natürliche Rohstoff für die Ziegelherstellung vorhanden war. Lehmgruben, sogenannte Lehmkuhlen, in denen das natürliche Rohmaterial Lehm, Löss, und Ton abgebaut wurde, bildeten die Ausgangsbasis für die Herstellung. Hinzu kamen scheunenartige Gebäude, die bisweilen nur aus auf Balken gestützten Bedachungen, unter denen die geformten Rohziegel getrocknet und gelagert wurden. Der eigentliche Ofen war ein rechteckiger Meiler, errichtet aus den getrockneten Rohziegeln. Er bestand aus mehreren langen Reihen, hoch aufeinander gestapelter, getrockneter Rohziegel. Dabei wurden die Lehmziegel auf ihre lange, schmale Seite gestellt. In jeder zweiten Schicht, wurden die getrockneten Ziegel schräg gestellt. Dies stabilisierte die einzelnen Schichten untereinander. Zwischen den einzelnen Ziegeln verblieben Abstände, durch die beim Brennen die heißen Verbrennungsgase strömen konnten. Als Brennstoff wurde Holz, Torf oder Kohle benutzt, welcher in die unteren Hohlräume zwischen den Steinen eingefüllt wurde. Die so errichteten, mehrere Meter hohen, rechteckigen Steinhaufen wurden mit Lehm verputzt. Unten verblieben einzelne Öffnungen, durch die der Brennstoff im Inneren entzündet wurde. Oben verblieben Öffnungen, durch die heißen Verbrennungsgase abziehen konnten. Das Brennverfahren selbst hatte einige Mängel. So konnte mitunter nur ein Drittel der gebrannten Steine verwendet werden. Ein Drittel war stets durch Asche, Schlacken oder Schmolz unbrauchbar. Auch die restlichen Steine waren nicht immer einwandfrei. Innerhalb des Meilers war die Temperatur uneinheitlich, so dass ungleiche Brände, die zu Mängeln führten, häufig waren. Auch starker Wind konnte einen ungleichmäßigen Brand hervorrufen. Der Brennstoffverbrauch war sehr hoch. Er betrug pro 1000 Steine etwa 500 Kilogramm Kohle und war somit 3- bis 4-mal höher als beim späteren Hoffmannschen Ringofen.

### Rohmaterialaufbereitung
Der Rohstoff Lehm, Löss und Ton wurde im Herbst mit Hacken und Spaten abgegraben. Schubkarren dienten zum Transport des Rohstoffs aus den Gruben. Das Material wurde in dünnen Lagen zum Verwittern, auch Mauken genannt, ausgelegt. Der Rohstoff musste mindestens ein halbes Jahr liegen, schieferhaltige Tone sogar mehrere Jahre. Für eine Million Steine war eine Verwitterungsfläche von einem halben Hektar erforderlich. Nach der Verwitterung kam das Rohmaterial in ausgekleidete Gruben (Sümpfe), wo es mit Wasser vermischt und Beimengungen von Steinen und Wurzeln entfernt wurden. Zur Homogenisierung wurde das Material von Menschen oder Tieren gestampft. Der nasse Rohstoff wurde auf Streichtischen von Hand in rechteckige Formrahmen gepresst und glatt gestrichen. Unter Schutzdächern oder im Freien blieben die geformten Feldbrandziegel 12 bis 14 Tage, oder auch länger, zur Trocknung liegen. Zur Trocknung wurden sie in vielen, mehrere Meter hohen Schichten, aufeinander gestapelt, wobei zwischen den einzelnen Reihen Hohlräume verblieben.

### Brand
Das Einsetzen von etwa 30.000 Steinen, die ein normaler Schachtofen fasste, dauerte etwa drei Tage. Die bis zu einer Höhe von 3,5 Meter aufgeschichteten Ziegelrohlinge hatten die Form eines sich nach oben verjüngenden Quaders. Sie wurden mit einem Mantel aus beschädigten Rohlingen umkleidet und mit Zwischenräumen für den Brennstoff aufgeschichtet. Anschließend wurde das Ganze mit strohdurchsetztem Lehm bedeckt und verschmiert. Zum Brennen waren etwa neun Tage, zum Auskühlen des Ofens etwa fünf und für das Ausbringen der Steine zwei bis drei Tage nötig. Das waren insgesamt knapp drei Wochen.

## Museen
- siehe Liste von Ziegeleimuseen